# Revolting Cocks
 (août 2024).
Si vous disposez d'ouvrages ou d'articles de référence ou si vous connaissez des sites web de qualité traitant du thème abordé ici, merci de compléter l'article en donnant les références utiles à sa vérifiabilité et en les liant à la section « Notes et références ».
Revolting Cocks [ɹɪvəʊltɪŋ kɑks], souvent abrégé Revco, est un groupe belgo-américain de metal industriel. Formé en 1985 par Al Jourgensen et les musiciens belges Luc Van Acker, Patrick Codenys et Richard 23 (Front 242), le groupe compte un total de neuf albums studio. Le premier titre du groupe s'intitule No Devotion, publié au label Wax Trax! Records. Revolting Cocks se sépare en 2010.

## Histoire
Après avoir perdu Richard 23 et Patrick Codenys pour des différends artistiques, le groupe est rejoint par Chris Connelly (Fini Tribe puis Damage Manual), Paul Barker (Ministry), Duane Buford et Bill Rieflin (qui jouera plus tard dans R.E.M.), ainsi que par une vingtaine d'autres musiciens à la présence plus ou moins régulière. Le premier single est rapidement suivi par un album, Big Sexy Land, en 1986, puis par un album en public, You Goddamned Son of a Bitch, en 1988 et Beers, Steers, and Queers en 1990. Puis après une pause, Linger Ficken' Good en 1993. Le premier album est un mélange de musique industrielle, de dance et de techno, dominé par le recours à des échantillons. L'album en public sonnant plutôt comme un retour au son traditionnel de Ministry, le titre Big Sexy Land symbolisant parfaitement cela. Cette tendance se continue et s'amplifie sur Beers, Steers and Queers. Linger Ficken' Good, sorti chez Sire Records, retourne à un son plus classique de Ministry. Cet album inclut la reprise de Rod Stewart, Do Ya Think I'm Sexy.
Le groupe reste inactif jusqu'au début des années 2000, période durant laquelle un nouvel album est annoncé sous le nom de Purple Head en 2004. La sortie de l'album est repoussée à 2006 sous le nouveau titre de Cocked and Loaded. Le titre Caliente (en fait, une reprise du titre Dark Entries de Bauhaus) de cet album est présent sur la bande originale du film Saw 2 sorti en 2005. Après avoir ouvert pour Ministry au MasterBaTour 2006, Jourgensen choisit de recruter le chanteur Josh Bradford (Stayte, Simple Shelter, V.H.S.), le claviériste Clayton Worbeck (Stayte, Simple Shelter), et le guitariste Sin Quirin (Society 1, later Ministry and ReVamp) comme membres à temps plein au sein de Revolting Cocks, désormais simplement appelé RevCo. TLe groupe enregistre Sex-O Olympic-O, originellement prévu pour octobre 2008, mais repoussé à février 2009, puis publié en mars 2009. Sex-O Olympic-O est suivi par Got Cock?, publié le 13 avril 2010.
Une tournée spéciale anniversaire, Wax Trax! Records Retrospectacle : 33 1⁄3 Year Anniversary est organisé entre le 15 et le 17 avril 2011 au Metro Chicago de Chicago, dans l'Illinois. Chris Connelly, Paul Barker et Luc Van Acker y jouent des chansons de Revolting Cocks.

## Membres

### Derniers membres
- Al Jourgensen - production, programmation, instruments divers (1985–1993, 2004–2010)
- Josh Bradford - chant (2006–2010)
- Sin Quirin - guitare, basse, claviers (2006–2010)
- Clayton Worbeck - claviers, basse (2006–2010)

### Anciens membres
- Luc Van Acker - chant, guitare, basse, claviers (1985–1991, 2006)
- Richard 23 - chant, programmation (1985–1986)
- Bill Rieflin - batterie, claviers, programmation (1986–1993)
- Paul Barker - basse, claviers, programmation (1987–1993)
- Chris Connelly - chant, programmation (1987–1993)
- Phildo Owen - chant, programmation (1989–1991, 2004–2006)
- Duane Buford - claviers (1993)

## Discographie

### Albums studio
- 1985 : Big Sexy Land
- 1988 : You Goddamned Son of a Bitch (album live)
- 1990 : Beers, Steers, and Queers
- 1993 : Linger Ficken' Good
- 2006 : Cocked and Loaded
- 2007 : Cocktail Mixxx
- 2008 : Sex-o Olympic-o
- 2009 : Sex-O Mixxx-O
- 2010 : ¿Got Cock?

### Singles
- 1985 : No Devotion
- 1986 : You Often Forget
- 1988 : Stainless Steel Providers
- 1989 : (Let's Get) Physical
- 1991 : Beers Steer and Queers Remixes
- 1991 : Crackin' Up
- 1993 : Da Ya Think I'm Sexy